# Везолек, Фрида
Фрида Везолек (нем. Frida Wesolek, урожд. Фрида Хюбнер, нем. Frida Hübner; 3 сентября 1887, Зоммерфельд, Нижняя Лужица — 5 августа 1943 года, Берлин, Германия) — коммунистка, антифашист, член движения Сопротивления во время Второй мировой войны, член организации «Красная капелла».

## Биография
Фрида Хюбнер сначала, как и отец, Эмиль Хюбнер, была членом Социал-демократической партии Германии. В 1919 году вместе с отцом и мужем, Станиславом Везолеком, вступила в Коммунистическую партию Германии.
С конца 1920-х годов работала в подпольном аппарате третьего Коминтерна, который в 1930-е годы был объединен со спецслужбами СССР. Тогда же Фрида Везолек установила контакт с борцами движения сопротивления, группами Адама Кукхофа, Вильгельма Гуддорфа, Джона Зига и Герхарда Кегеля, Илзе Штёбе.
В доме Фриды Везолек находилась рация, но, в отличие от Ганса Коппи и Карла Беме, она и члены её семьи были обучены тому, как этим устройством пользоваться. Летом 1941 года, после начала войны между Третьим рейхом и Советским Союзом, связь с центром прервалась. Но ровно через год, летом 1942 года, они укрыли немецких коммунистов, нелегально вернувшихся на родину, в своем сарае в Берлин-Рудове, и помогли им установить связь с берлинской группой движения сопротивления.
С началом арестов тайной полицией в сентябре 1942 года членов «Красной капеллы», отец Фриды, Эмиль Хюбнер, её муж, Станислав, она сама и двое их сыновей, Вальтер и Иоганн, были арестованы гестапо. Имперский военный трибунал весной 1943 года признал Фриду Везолек и её мужа Станислава Везолека виновными в «государственной измене» и приговорил к высшей мере наказания. Оба супруга были казнены 5 августа 1943 года в тюрьме Плётцензее в Берлине.